# Cordyla geminata
Cordyla geminata är en tvåvingeart som beskrevs av Mitsuhiro Sasakawa 2005. Cordyla geminata ingår i släktet Cordyla och familjen svampmyggor. Inga underarter finns listade i Catalogue of Life.